# Никифоров, Александр Александрович
Алекса́ндр Алекса́ндрович Ники́форов (1858 — не ранее 1922) — русский архитектор, академик Императорской Академии художеств. Автор ряда зданий в Ярославле.

## Биография
Происходил из купеческого сословия. В 1878 году, вероятно, окончил 1-е петербургское реальное училище. С 1879 года учился в Императорской Академии художеств, окончив её курс в 1883 году и продолжая занятия при Академии художеств до 1888 года. Был отмечен медалями Академии художеств: малая серебряная (1883), большая серебряная медаль (1885), малая золотая медаль (1886) за программу «Проект Гостиного двора для столичного города». В 1888 году получил звание классного художника 1-й степени за «проект вокзала близ города при приморских купальнях»; в 1894 году получил звание академика «с правами и преимуществами».
В марте 1892 года по рекомендации гласного Ярославской думы Ивана Вахрамеева был избран (по конкурсу из 26 претендентов) на должность ярославского архитектора. Уже осенью 1892 года получил благодарность от архиепископа Ионафана за строительные работы в женском Епархиальном училище.
В декабре 1894 вместе с Петром Романовским и Иваном Барщевским направил в Городскую Думу прошение об основании Городских классов рисования; после их открытия в 1896 году, преподавал там техническое черчение.
В 1900 году получил личную благодарность от императрицы Марии Фёдоровны за бесплатное составление проекта больницы при Ольгинском приюте.
Неоднократно избирался гласным Городской Думы (в 1893, 1897, 1901).
По поручению Городской Думы в 1908 году подготовил проект здания нового ярославского театра. После критики со стороны общественности Дума остановила реализацию проекта Никифорова, решив провести всероссийский конкурс. Из-за этого Никифоров 21 апреля 1908 года подал в отставку «в связи с усталостью», рекомендуя на эту должность А. Элкина.
С 1897 года он был действительным членом Ярославской губернской учёной архивной комиссии и участвовал в осмотре ярославских церквей: Богоявленской, Ильинской (1909) и Вознесенской (1911); был в составе комиссии по описи церквей Ярославской епархии. В 1909 году Никифоров был членом строительной комиссии по перестройке Гостиного двора.
После октября 1917 года занимал различные должности в строительных учреждениях Ярославля. С 1918 года работал в Комитете государственных сооружений: архитектором в бюро научных исследований по составлению диаграмм и картограмм; руководителем мастерской, членом, затем заведующим техническим нормировочным бюро; заведующим «Архитстроем». После ликвидации Комитета в 1922 году был назначен заведующим нормировочным бюро Яргубкоммунотдела.
Был женат на дочери потомственного почётного гражданина Зинаиде Сергеевне Сорокиной.

## Проекты и постройки
- Ограда Ильинской церкви (по рисунку академика Андрея Павлинова). Советская площадь (1895);
- Здание Государственного банка. Улица Трефолева, 9;
- Здание Духовного ведомства. Почтовая улица, 4 (1890-е);
- Здание глазной лечебницы. Волжская набережная, 11;
- Здание Ярославской мужской гимназии. Семёновская площадь (1900)[6];
- Гостиница «Европа» (перестройка);
- Дом фотографа Г. А. Петражицкого на Театральной площади;
- Перестройка в русском стиле Знаменской церкви. Первомайская улица, 2а (1897);
- Проект больницы при Ольгинском приюте;
- Проект здания нового ярославского театра (1908; не осуществлён);

- Примеры построек А. А. Никифорова в Ярославле
- Храм Знамения Божьей матери
- Здание глазной лечебницы
- Здание Государственного банка
- Гостиница «Европа»